# Richard Uihlein
Richard „Dick“ Ellis Uihlein (/ˈjuːlaɪn/ YOO-lyne; geboren 1945) ist ein US-amerikanischer Unternehmer und Philanthrop. Er ist der Urenkel von August Uihlein, dem Mitbegründer von Schlitz Brewing. Zusammen  mit seiner Ehefrau Elizabeth Uihlein gründete er 1980 den Versandhandel Uline. Er hat seit 2016 über Political Action Committees republikanische Präsidentschaftskandidaten  und konservative Politiker mit rund 250 Millionen US-Dollar finanziert.

## Persönliches Leben und Ausbildung
Die fränkische Familie Uihlein wanderte 1850 von Wertheim nach Milwaukee aus. Richard Uihlein wurde 1945 als Sohn des Schlitz-Erben und US-Navy-Offiziers Edgar Uihlein und von Lucia Ellis, Tochter eines US-Navy Konteradmirals, geboren. Uihlein hat zwei Brüder, Edgar III. und Stephen, und zwei Schwestern, Lucia und Sally.
Uihlein schloss 1967 sein Studium an der Stanford University mit einem BA in Geschichte ab. Er lebt in Lake Forest, Illinois, und ist ein Nachfahre und Erbe der Schlitz Brewing Company.

## Karriere
Bis 1980 arbeitete Uihlein im internationalen Vertrieb der General Binding Corporation, einem von seinem Vater Edgar Uihlein mitgegründeten Unternehmen. Im selben Jahr gründeten Uihlein und seine Frau Elizabeth Uline, ein Unternehmen für Verpackungbedarf mit Hauptsitz in Wisconsin, das er und seine Frau weiterhin besitzen. Uihleins Familie ist außerdem Eigentümerin von EAU Holdings, einem Ferienort im Norden von Wisconsin.
Siehe auch Hauptartikel Uline

## Politische Aktivitäten
Die Familie Uihlein ist seit Jahrzehnten ein Spender für die Republikaner und hat ihre politischen Spenden nach dem Urteil Citizens United v. Federal Election Commission erhöht. Uihlein hat konservative Gruppen und Kandidaten unterstützt, darunter Ted Cruz, den Club for Growth und das Illinois Policy Institute. Uihlein ist auch ein wichtiger Spender für Liberty Principles PAC, Americas PAC, Scott Walker und Jeanne Ives. Wichtige Themen sind Steuersenkungen und der Kampf gegen Gewerkschaften, Abtreibungen und Marihuana-Legalisierung. Die Uihleins haben seit der Wahl 2016 an republikanische Präsidentschaftskandidaten und politische Gruppen gespendet, so die gemeinnützige Organisation OpenSecrets, die politikbezogene Spenden verfolgt. Davon wurden 50 Millionen Dollar für die Kampagne des Republikaners Darren Bailey gespendet, der von Trump als Herausforderer des demokratischen Gouverneurs von Illinois, J. B. Pritzker, im Jahr 2022 unterstützt wurde. Für den Wahlkampf für die Präsidentschaftswahl 2024 spendete Uihlein etwa 49 Millionen US-Dollar, nachdem der von ihm favorisierte ultrarechte Kandidat Ron DeSantis seine Kandidatur zurückgezogen hatte.